# Bíblia Bury

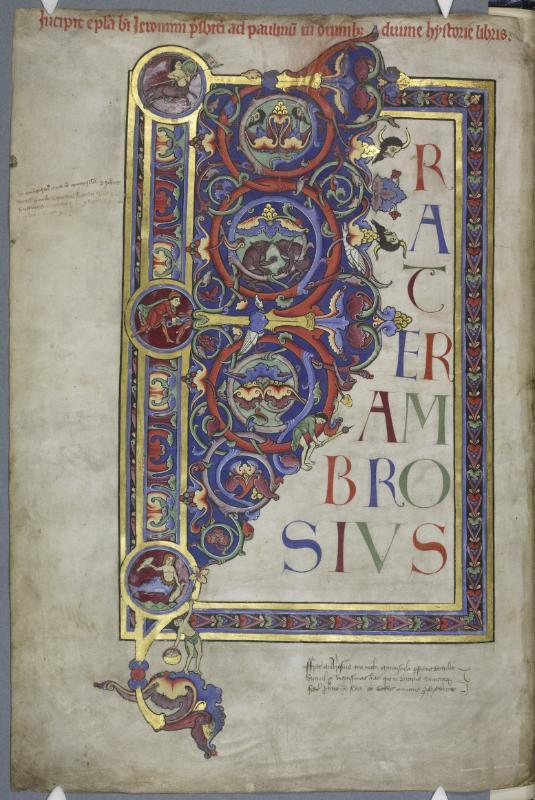
Bíblia Bury - F1v - Frater Ambrosius

A Bíblia Bury é uma Bíblia gigante ilustrada, escrita em Bury Saint Edmunds entre 1121 e 1148, e iluminada por um artista conhecido como Mestre Hugo. Existe desde 1575 na Biblioteca Parker do Corpus Christi College, em Cambridge , com a marca de prateleira Cambridge CC0 M 2.
É um exemplo importante de iluminação românica da Inglaterra normanda

## Descrição
Somente a primeira parte do trabalho original de dois volumes foi preservada. Doze quadros foram pintados em pergaminho em páginas separadas e depois incorporados ao trabalho; seis permanecem. . 42 ou as iniciais pintadas origina 44 foram preservadas. *
A parte preservada da Bíblia é encadernada em 3 volumes, com dimensões 52,2 de altura por 36 cm de largura. Eles contêm 357 fólios no total.